# مسجد آخوند (گراش)
مسجد آخوند گراش یکی از قدیمی‌ترین مسجدهای به‌جامانده در محله ناساگ (NASAG) شهرستان گراش، استان فارس واقع شده‌است که توسط شیخ عبدالحسین و برادرش شیخ محمد باقر، بنا شده‌است. این مسجد دارای دو سنگ لوح می‌باشد یکی مربوط به بنای مسجد که سال ساخت این بنا با توجه به تاریخ ذکرشده درنوشته سال ۱۰۴۵ ه‍.ق) بوده و توسط حاج زینل آخوند و پسرش ابراهیم بنا شده‌است. سالن این بنا، دارای طاق‌های تیزه دارای است که بر روی چهارستون حمال در چهار بر آن قرار گرفته‌است و در چهار ضلع سالن طاق نماهایی در مقابل هر کدام از طاق‌ها ساخته شده‌است. شبستان مسجد نیز دارای چهارستون دایره‌ای شکل با طاق‌های هلالی در جهت شرقی، غربی و سقفی هلالی شکل است و حیاط آن در جهت شرق بنا ساخته شده‌است، این بنا شامل:سالن اصلی، حیاط و شبستان است.
مسجد آخوند (گراش) در سال ۱۳۸۴ در فهرست آثار ملی به ثبت رسیده‌است.

## قدمت
با توجه به صحبت‌های افراد ساکن در محل و نیز کتیبه ای که بر بالای محراب مسجد موجود است تاریخ این بنا به زمان نادرشاه افشار می‌رسد.
تاریخ بنای این مسجد با توجه به تاریخ مذکور در سنگ نوشته سال (۱۰۴۵ ه‍.ق) می‌باشد.

## مرمت

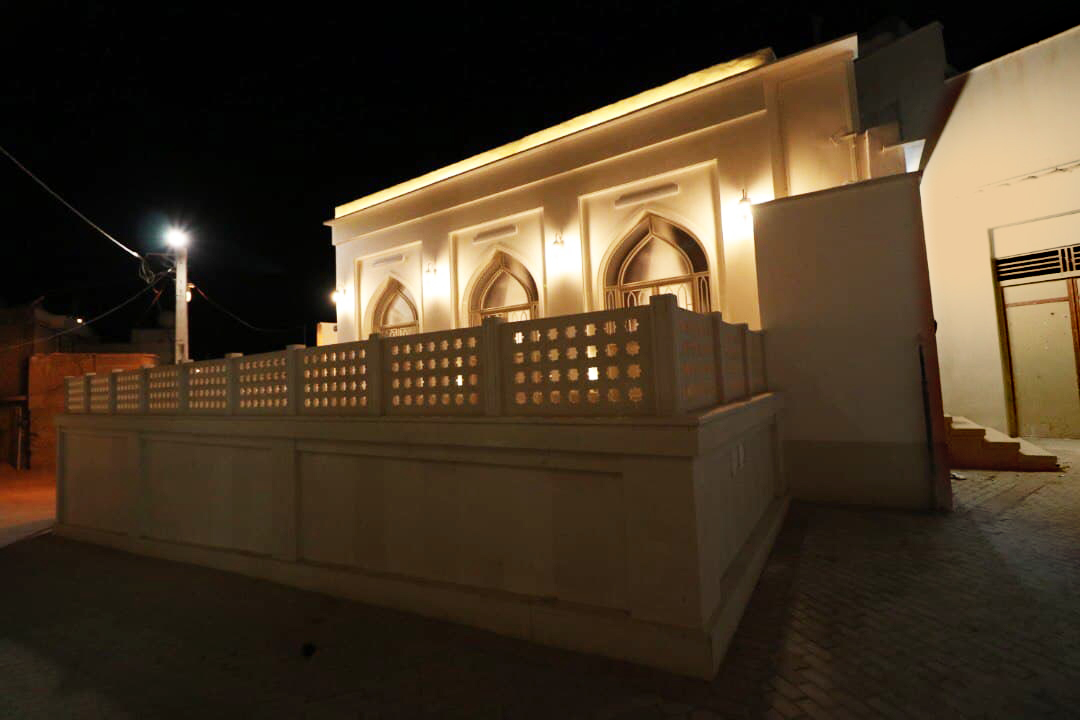
نمای خارجی مسجد آخوند. محوطه‌ی مسجد به همراه نرده‌های سنگی که در مرمت اخیر به بنا اضافه شده است، قابل مشاهده است.

در سال ۱۳۹۴ طی بازدید کارشناسان اداره کل میراث فرهنگی فارس اعلام گردید مرمت این مسجد غیراصولی بوده و نیاز به مرمت اصولی دارد. آسمانه شبستان اصلی بعد از مرمت از تیرچه بلوک استفاده شده‌است که به گفته هیئت امنا مسجد قبل از مرمت آسمانه آن از تنه درخت نخل بوده‌است.
در سال ۱۳۹۹ این مسجد توسط گروهی از معماران و مرمت‌گران محلی با حمایت مالی خیرین بومی مرمت شد. از تغییرات انجام شده در این مرمت می‌توان به مواردی همچون، بازگردانی پلان قدیمی، تقویت پی‌های تاریخی، بازگردانی سقف چوبی (تیر و مَر) و همچنین احیای زیرزمین مسجد (شبستان) اشاره کرد. حاج علی علیپور، یکی از خیرین شهرستان، مبلغ مرمت را ۲ میلیارد و ۵۰۰ میلیون تومان برآورد کرده است.

## فضای داخلی مسجد
این مسجد به شیوه شبستانی حیاط‌دار و بدون ایوان ساخته شده‌است. تاقهای سردر ورودی و نیز تاقهای نما از نوع شاه عباسی کار شده‌است.
ارتفاع آسمانه (سقف) مسجد در شبستان اصلی قبل از مرمت بیشتر بوده‌است که به دلیل خنکی و کوران هوا این امر انجام می‌شده ولی بعد از مرمت ارتفاع آسمانه را پایین‌تر آورده‌اند.
بار سقف نیز بر روی چهار عدد ستون انتقال داده می‌شود که مقطع این ستون‌ها قبل از مرمت چهارگوش و بعد از مرمت به صورت دایره تغییر پیدا کرده‌است.
این مسجد دارای دو محراب، یکی در شبستان اصلی و دیگری در زیرزمین می‌باشد، که بر بالای محراب اصلی کتیبه‌ای سنگی نقش بسته‌است که ساخت این مسجد را به دوره نادرشاه افشار می‌رساند. تاق‌های فضای شبستان اصلی از نوع تیزه‌دار و شاه عباسی است.
در قسمت شمالی شبستان اصلی نیز دری زیبا و چوبی قرار دارد که به انباری وصل می‌شود. دسترسی به شبستان زمستانه مسجد یا زیرزمین از طریق پله‌هایی با ارتفاع زیاد است که این امر مطمئناً مشکلی در جهت رفت آمد مردم به وجود می‌آورده‌است.
ارتفاع آسمانه (سقف) شبستان زیرزمین یا شبستان زمستانه مسجد به دلیل خنک‌تر بودن در فصول گرم سال و گرم‌تر بودن در فصول سرد سال کمتر از شبستان اصلی است.
آسمانه این شبستان نیز از تاق گهواره‌ای استفاده شده‌است، بر عکس آسمانه شبستان اصلی که تخت بوده‌است.